# 释印顺 (1974年)
释印顺（1974年7月—），男，湖北襄阳人，深圳弘法寺方丈、临济宗第四十五代传人、中国佛教协会副会长。

## 生平
印顺于1999年起就读于云门佛学院禅修班。2000年拜弘法寺方丈、佛门泰斗本焕长老为师剃度出家，后成为临济宗第四十五代衣钵传人。
2002年至2004年间就读于北京大学哲学系宗教学研究生进修班。
2008年升座成为弘法寺第二任方丈。
2009年获泰国朱拉隆功大学佛学博士学位。
2010年当选中国佛教协会副会长。
2011年升座为尼泊尔蓝毗尼中华寺方丈。
同年获泰国华僧大尊长荣誉称号。